# Järfälla Simsällskap
El Järfälla Simsällskap es un club acuático sueco con sede en la ciudad de Järfälla fundado en 1971.
Los deportes que se practican en el club son la natación sincronizada, la natación y el waterpolo.

## Historia
Entre los deportistas famosos del club están los nadadores olímpicos Therese Alshammar y Bengt Baron.

## Palmarés
- 1 vez campeón de la Liga de Suecia de waterpolo masculino (2010)
- 4 veces campeón de la Liga de Suecia de waterpolo femenino (2004-6, 2010)